# Nicolaus Petri Ingatorpensis
Nicolaus Petri Ingatorpens, född 1581 i Ingatorps församling, Jönköpings län, död 1661 i Ingatorps församling, Jönköpings län, var en svensk präst i Ingatorps församling.

## Biografi
Nicolaus Petri föddes 1581 på Bondarp i Ingatorps församling. Han blev kollega vid Söderköpings trivialskola och prästvigdes 1610. Petri blev sistnämnda år komminister i Hässleby församling och ruinerades av danskarna 1611. Han blev vikarierande pastor i Ingatorps församling 1623 och från 1627 kyrkoherde i församlingen. Petri avled 1661 i Ingatorps församling.

### Familj
Petri gift sig med Bothilda Olofsdotter. De fick tillsammans barnen: professorn Olof Verelius, lektorn Samuel Werelius, Sara Werelia, gift med kyrkoherden Nicolaus Benedicti Rymonius i Ingatorps församling och Catharina Werelia,  gifte med kyrkoherden Johannes Phallenius i Hovs församling.
Barnen antog efternamnet Werelius.